# Victoria subhyalina
Victoria subhyalina är en fjärilsart som beskrevs av Claude Herbulot 1982. Victoria subhyalina ingår i släktet Victoria och familjen mätare. Inga underarter finns listade i Catalogue of Life.